# 恒星日

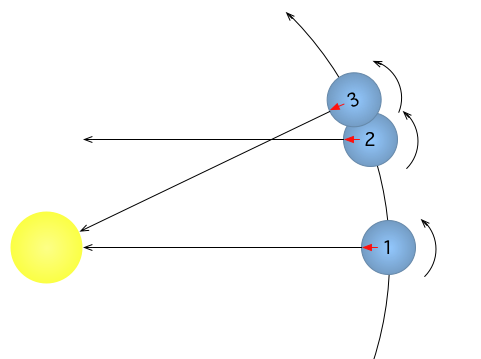
地球のように順行する惑星では、恒星日は太陽日より短い。惑星上の観測者から見て、時刻1で太陽とある遠方の恒星が同時に頭上最も高い位置に見えたとする。時刻2で惑星は360度自転して、同じ星が再び最も高い位置に見える（1 → 2 = 1恒星日）。しかし太陽はそれよりやや後の時刻3になってようやく最も高い位置に上る（1 → 3 = 1太陽日）。

恒星日（こうせいにち・こうせいじつ・こうせいび、sidereal day）は恒星の見かけの日周運動に基づく時間間隔の一種である。
視恒星日 (apparent sidereal day) は地球が360度自転するのに要する時間である。より正確に言えば、典型的な恒星が子午線を連続して2回上方通過する間の時間である。視恒星日は太陽日（86 400秒）よりも約3分56秒だけ短い。これは、地球が公転方向と同じ方向に自転している（順行という。）ために、地球が恒星に対して360度回転しても、その間に地球が公転していて、見かけ上、太陽に対して360度回転しているようになるためには更に4分程を要するためである。
　
地球の公転周期は約365.2422日であるので、視恒星日と太陽日との差は、（360度/約365.2422日）×（86 400秒/360度） = 約236秒 = 約3分56秒　となる。
1年を恒星日で数えると「通常の」日で数えるよりも1日多くなる理由は、地球が太陽の周りの軌道上を1恒星日ごとに少しずつ公転しているので、地球上の観測者にとって365 + 1/4日経過した時、地球自身は366 + 1/4回自転していることになるためである（地球は公転と同じ方向に自転している。北から見るとどちらも反時計回りになる）。
恒星時での深夜0時は春分点が子午線を上方通過する時刻である。
平均恒星日 (mean sidereal day) は実際の子午線通過ではなく、平均春分点の子午線通過に基づいて計算される恒星日である。